# Алтайський район (Хакасія)
Алтайський район (рос. Алтайский район, хак. Алтай аймағы) — адміністративна одиниця Республіки Хакасія Російської Федерації.
Адміністративний центр — село Бєлий Яр.

## Адміністративний поділ
До складу району входять 9 сільських поселень, що об'єднують 19 населених пунктів:
1. Аршановське сільське поселення (1 798 ос.): с. Аршаново, аал Сартиков, аал Хизил-Салда.
2. Бєлоярське сільське поселення (10 351 ос.): с. Бєлий Яр, д. Кайбали
3. Ізиське сільське поселення (1 540 ос.): сел. Ізиські Копі
4. Кіровське сільське поселення (1 535 ос.): с. Кірово, с. Алтай
5. Краснопольське сільське поселення (880 ос.): с. Краснопольє, д. Смірновка
6. Новомихайловське сільське поселення (957 ос.): с. Новомихайловка
7. Новоросійське сільське поселення (2 205 ос.): с. Новоросійське, д. Березовка, д. Герасимово, д. Летнік, д. Лукьяновка
8. Очурське сільське поселення (2 033 ос.): с. Очури, д. Монастирка
9. Подсинське сільське поселення (3 412 ос.): с. Подсинє